# Jade Puget
Jade Errol Puget (Santa Rosa, Kalifornia, 1973. november 28. –) az amerikai AFI rockzenekar gitárosa, illetve a Blaqk Audio nevű elektronikus zenét játszó duó billentyűse.

## Zenei karrier
Mielőtt csatlakozott volna az AFI-hoz 1998-ban, különféle bandákban játszott, mint a Loose Change, a Redemption 87 vagy az Influence 13. Első albuma az AFI-al az 1999-es Black Sails In The Sunset volt. Az első dal, amit a bandának írt, szintén erről az albumról származott, „Malleus Maleficarum” címmel. A banda 2000-ben jelentette meg a következő, The Art of Drowning albumát, 2003-ban a Sing The Sorrow-t, és 2006-ban a Decemberunderground-ot. 2003-ban megnyerték a legjobb videóért járó MTV2 díjat a "Girl’s Not Grey" videójukkal, illetve a legjobb Rock videó díját 2006-ban az MTV VMA-n, „Miss Murder” videójukért. Jade tagja még a Blaqk Audio-nak, AFI-os bandatársával, Davey Havok-kal. Debütáló albumuk, a CexCells Augusztus 14-én jelent meg, 2007-ben.
Puget remixelte Marilyn Manson legújabb számát, a "Heart-Shaped Glasses (When the Heart Guides the Hand)"-t, és kiadták, mint egy nemzetközi bónusz számot a 2007-es Eat Me, Drink Me című albumon. Szintén mixelte a Tiger Army „Where the Moss Slowly Grows” számát, legutóbbi Music From Regions Beyond albumukról. A szám csak az iTunes-on keresztül megvásárolt albumon érhető el. A Tokio Hotel angol kislemezét, a „Ready, Set, Go”-t is remixelte első angol albumukról, a Scream-ről (vagy a Room 483-ról).

## Érdekességek
- Van egy chihuahua-ja, Munch.
- Tagja az AFI mellékprojektjének, a Blaqk Audio-nak.
- Vegetáriánus és straight edge.
- Van egy nővére, Alicia, és két öccse, Smith és Gibson.
- Gibson hallható a Sing The Sorrow "Spoken Words"-ében, amint egy verset olvas fel.
- Smith (Leroy Puget) az AFI turnémenedzsere.
- Van egy seb a bal arcán, megmagyarázatlan okokból.
- Tetoválásai:
  - egy 9-esen átugró macska a bal felkarján
  - pikk-jel bal felkarján
  - 18-as bal felkarján
  - „Committed” felirat a gyomrán
  - „Boys Don’t Cry” The Cure szöveg jobb vállán
  - „Love Will Tear Us Apart” Joy Division szöveg jobb felkarján
  - kelta keresztek